# 锡尔莱梅洛
锡尔莱梅洛（法語：Cires-lès-Mello，法語發音：[siʁ lɛ mɛlo]，意为“梅洛附近的锡尔”）是法国瓦兹省的一个市镇，位于该省南部，泰蘭河右岸，和梅洛隔河相望，属于桑利斯区。

## 地理
锡尔莱梅洛（49°16'23"N, 2°21'24"E）面积16.73 平方千米，位于法国上法蘭西大區瓦兹省，该省份为法国北部内陆省份，北起索姆省，西接厄尔省和滨海塞纳省，南至塞纳-马恩省和瓦兹河谷省，东临埃纳省。
与锡尔莱梅洛接壤的市镇（或旧市镇、城区）包括：比里、泰兰河畔巴拉尼、布兰库尔莱普雷西、埃尔屈、富朗格、迈塞勒、梅洛、泰勒地区讷伊、于利圣乔治。

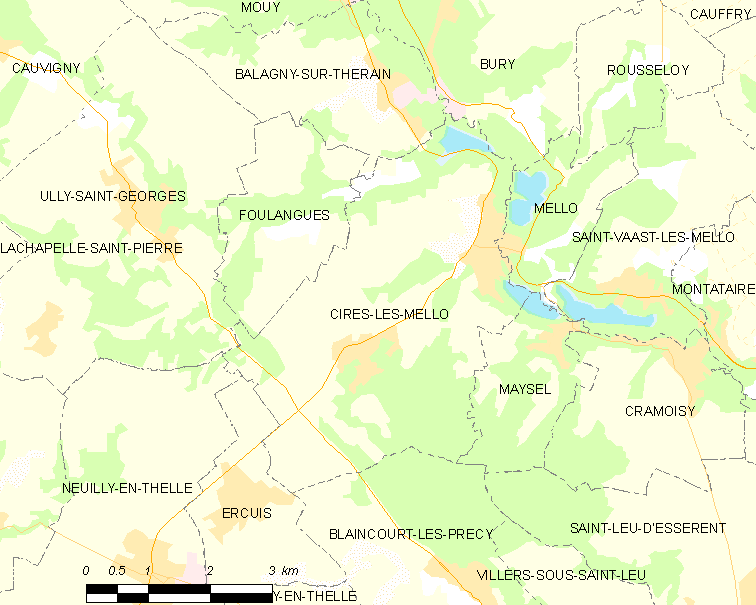
锡尔莱梅洛的OSM定位图

锡尔莱梅洛的时区为UTC+01:00、UTC+02:00（夏令时）。

## 行政
锡尔莱梅洛的邮政编码为60660，INSEE市镇编码为60155。

## 政治
锡尔莱梅洛所属的省级选区为蒙塔泰尔县。

## 人口

1962-2008年间锡尔莱梅洛人口变化图示

锡尔莱梅洛于2022年1月1日时的人口数量为3997人。